# Libor Sionko
Libor Sionko (født 1. februar 1977 i Ostrava) er en tidligere tjekkisk fodboldspiller. Han indstillede sin karriere i sommeren 2012, hvor han som afslutning på karrieren spillede to sæsoner i Sparta Prag. Sionko spillede inden da 2½ år i F.C. København. Hans primære position var på højre midtbane og sekundært på den centrale midtbane.

## Karriere

### FC København
Han skiftede til F.C. København fra den skotske klub Glasgow Rangers i august 2007 og debuterede for klubben på udebane imod AGF den 4. august 2007. Sidste kamp for FC København var d. 16. december 2009 imod Sparta Prag i UEFA Europa League. Han scorede sit første mål for F.C. København i sejren på 5-2 over Esbjerg fB den 11. august 2007 (målet til 3-1).
Mens Sionko spillede i FC København dannede han også duo med sin tidligere holdkammerat i F.C. København Zdeněk Pospěch på det tjekkiske landshold.
Han blev i år 2008 kåret som årets spiller i F.C. København.

### Sparta Prag
Den 13. januar 2010, blev han enig med F.C. København om at få ophævet sin kontrakt.. Dagen efter den 14. januar skrev han kontrakt med sin tidligere klub Sparta Prag
Her spillede han frem til sommeren 2012, hvor han indstillede karrieren.